# Tortula scabrella
Tortula scabrella là một loài rêu trong họ Pottiaceae. Loài này được Dusén mô tả khoa học đầu tiên năm 1907.